# 海鷗島
海鷗島為珠三角河流沖積而成的內河島嶼，位於廣州市番禺區石樓鎮東部，地處珠江入海口，臨獅子洋，為珠江主航道和蓮花山水道所包圍。全島面積約36平方公里，岸線長37.96公里，管轄海心，沙北，沙南，江鷗四個自然村共1.9萬常住人口。海鷗島為广州新城的重要组成部分。

## 轶事
2023年2月12日，一名年轻女子一时冲动在海鸥岛岸边跳入水中（欲轻生），广州公交集团广骏公司出租车司机朱光雄立即进入海鸥岛江面范围内救助该女子，后将该女子送至派出所了解情况。